# Maciej Grabski (zm. 1660)
Maciej Grabski herbu Pomian (zm. w 1660 roku) – kasztelan słoński w latach 1654–1659, chorąży brzeskokujawski w latach 1628–1651, starosta kruszwicki w latach 1617–1628.
Był członkiem konfederacji generalnej zawiązanej 16 lipca 1632 roku. Poseł na sejm konwokacyjny 1632 roku z województwa brzeskokujawskiego i inowrocławskiego. W 1632 roku był elektorem Władysława IV Wazy z województwa brzeskokujawskiego. Poseł na sejm 1640 roku, sejm 1641 roku.
Podpisał pacta conventa Jana II Kazimierza Wazy w 1648 roku. Na sejmie 1659 roku wyznaczony z Senatu do lustracji dóbr królewskich w Prusach.